# Match (cómic)
Match es un personaje ficticio del Universo DC Comics. Es un clon de Superboy. Match apareció en el título de Superboy, en números de Young Justice and the Sins of Youth y en los eventos cruzados de Joker's Last Laugh. Actualmente, es miembro del Escuadrón Suicida.

## Biografía ficticia

### La Agenda
Creado utilizando el ADN de Superboy, Match fue creado para servir a "la Agenda",una organización secreta especializada en la creación de ejércitos de clones. La agente Amanda Spence pudo secuestrar a Superboy y Agenda usó su ADN para crear el clon Match. A Match se le implantaron recuerdos, como a Superboy, pero incluían una mayor cantidad de información que Superboy no tenía. También había mejorado la durabilidad y un mayor control sobre sus poderes. De hecho, algunos creen que la gran cantidad de datos que le proporcionaron le ayudaron a perfeccionar sus poderes.
En la batalla resultante entre los dos clones, Superboy logró salir victorioso y el reactor que mantenía unido el complejo de Agenda explotó, destruyendo la base. Match quedó solo y enfermo.
Algún tiempo después, Agenda volvió a secuestrar a Superboy y se hizo cargo del Proyecto Cadmus. Cuando Agenda secuestró a Superboy, Match tomó su lugar en Justicia Joven. En ese momento, el Proyecto Cadmus también fue infiltrado por varios clones leales a la Agenda. Finalmente, Superboy se liberó y se unió a la lucha contra Match y Agenda para liberar a Cadmus.
Durante Joker's Last Laugh, después de ser envenenado con el veneno del Joker, Match volvió para infiltrarse y aterrorizar a Justicia Joven disfrazado para parecerse a Superboy. Mientras Superboy estaba fuera, Match estaba en la sede de Justicia Joven con Emperatriz, Secret, Arrowette y Wonder Girl con la esperanza de matarlos de una manera cómica. Si bien Jokerized Match no pudo mantener sus planes en secreto para las chicas, simplemente creyeron que era Superboy pretendiendo ser un Jokerized Match para tratar de aligerar el ambiente después de que Robin e Impulse renunciaron ese mismo día. Sin embargo, Match se fue después de hacer que Wonder Girl accidentalmente confesara su amor por Superboy, lo que provocó que Match también desarrollara sentimientos por ella.

### Titanes del Este
El mercenario criminal Deathstroke comenzó a formar Titanes del Este, un equipo creado explícitamente para acabar con los Jóvenes Titanes. Aunque era un activo físico poderoso para el equipo, la presencia de Match fue más una estratagema psicológica, debido a la muerte de Superboy durante el evento Crisis infinita. Deathstroke contó con el parecido de Match con Superboy, mejorado al cambiar su disfraz para que coincida con el último disfraz de Superboy, para desequilibrar a Robin, el mejor amigo de Superboy y líder de los Titanes, y Wonder Girl, la novia de Superboy y uno de los miembros más poderosos de los Titanes.
La primera aparición de Match en Teen Titans #43 muestra que tanto su mente como su cuerpo han comenzado a pudrirse, haciéndolo comportarse más como un clon normal de Bizarro, llegando incluso a hablar en contradicciones. Parece que todavía siente algo por Wonder Girl, ya que afirma: "Odio a Wonder Girl". Después de eso, en Teen Titans #44, Wonder Girl se despierta en lo que parece ser una réplica de la Fortaleza de la Soledad en la Torre de los Titanes de Slade en Nueva York. Ella ve lo que parece ser Superboy en un trono, pero en realidad es Match, quien dice: "Eres tan feo cuando duermes, odio mirarte", y continúa hablando con lógica opuesta mientras su cuerpo y su mente se deterioran.
Mientras intenta imponer sus sentimientos a Wonder Girl, Match es inesperadamente atacado por Robin y Batgirl (quien fue liberada de la influencia de Slade). Su cuerpo parece menos invulnerable que antes, ya que las R de Robin lograron cortar la espalda del clon. Wonder Girl, todavía furiosa por la existencia misma de Match, comenzó un asalto total contra el clon, solo para terminar derrotada junto con sus otros compañeros de equipo por Match y los otros Titanes del Este. Cuando Nightwing, Donna Troy, Flash (Bart Allen) y Beast Boy llegan con Cyborg, Raven y Duela Dent, los Titanes unificados luchan contra los Titanes del Este por última vez. Match es derrotado cuando Wonder Girl refleja su visión de calor hacia él con sus brazaletes, después de lo cual Jericho posee su cuerpo inconsciente.
Pero debido a los poderes kryptonianos de Match, se demostró que era demasiado peligroso para entregarlo a las autoridades convencionales. Como tal, Jericho continuó controlando el cuerpo de Match, lo que le resultó difícil después de un punto. En un momento, Match logró liberarse del control de Jericho y comenzó a destruir la Torre de los Titanes. Wonder Girl, sin embargo, logra calmarlo el tiempo suficiente para que vuelva a ser sumiso al control de Jericho.
Más tarde, Jericho, todavía atrapado en el cuerpo de Match, aparentemente escapa de S.T.A.R. Labs en visible angustia y pidiendo ayuda a sus amigos.Los Titanes intentan separarlos, solo para que Match se libere, con Jericho gritando de pánico que no puede controlarlo. Sin embargo, cuando los dos finalmente se separan, se revela que fue Match quien entró en pánico, y que Jericho, cuya mente había sido corrompida por el tiempo que pasó atrapado dentro de Match, tenía el control de su cuerpo compartido.
Más tarde, Match es rastreado y asesinado por Superboy Prime, quien le entrega su cuerpo al científico rebelde Doctor Calligan. Calligan disecciona el cuerpo de Match y lo usa para aplicar ingeniería inversa a tres clones de Superboy que se parecen al héroe cuando apareció por primera vez, durante su tiempo con Justicia Joven y durante el breve período en el que le lavó el cerebro por Lex Luthor, respectivamente.Durante la batalla que siguió, Robin y Ravager destruyen los tres clones usando una espada de Kryptonita.

### Frontera Infinita
Tras los eventos de Dark Nights: Death Metal, Match volvió a la continuidad general como miembro del Escuadrón Suicida. Creyendo que él era el verdadero Superboy, finalmente se encontró con Kon-El y luchó con él. Luego, Nocturna, compañera de equipo de Match, les mostraría el laboratorio subterráneo de Agenda que muestra docenas de clones de Superboy.

## Apariencia
Originalmente, la apariencia física de Match era prácticamente idéntica a la de Superboy, excepto por el cabello blanco y los ojos pálidos (en comparación con el cabello negro y los ojos azules de Superboy) y una "marca" del logo de Agenda en el lado izquierdo de su pecho. Este logotipo también estaba en su traje original, dos hélices dobles entrelazadas (muy probablemente representen ADN) que forman una forma similar a tres círculos. La apariencia de Match es actualmente muy similar a un clon Bizarro de Superboy. Al igual que Superboy después de su rediseño, Match tiene jeans y camiseta negra. Sin embargo, la camiseta tiene varios desgarros o agujeros y el escudo "S" está invertido, como el de Bizarro. Su cuerpo exhibe una calcificación extrema de la piel, un rasgo que comparte con Bizarro. Debido al daño genético que se acumuló con el tiempo, sus patrones mentales y de habla actualmente se parecen a los de un Bizarro.

## Poderes y habilidades
Match tiene superpoderes similares a Superboy, pero supuestamente mayor control. Incluyen la telequinesis personal, que puede imitar los poderes kryptonianos y podría usarse para desmontar maquinaria.Por ejemplo, cómo Superboy finalmente comenzó a desarrollar capacidades reales a partir de la exposición al sol amarillo de la Tierra cuando Match ya las exhibió él mismo. También puede hacer vibrar sus cuerdas vocales para hablar en diferentes frecuencias, mientras se comunica en secreto con el velocista Bolt.
Parece que la fisiología del clon de Match está decayendo lentamente con el tiempo, dejando cuestionable el alcance total de sus habilidades actuales. Su cuerpo se volvió menos protegido o invulnerable, ya que Robin y Batgirl lograron causarle dolor golpeando a Match con las R de Robin.

## Otras versiones
Una versión infantil de Match aparece en Tiny Titans #25, junto con Superboy. Se revela que tiene "palabras mágicas", lo que le hace atacar para conseguir el objeto mencionado. Esto incluye "cachorro" (lo que lo hace perseguir a Krypto) y "chicle" que lo hace saltar sobre Speedy y quitarle un chicle.

## En otros medios
- Match aparece en el episodio de Young Justice, "Agendas", con la voz de Nolan North.[13]Esta versión es un clon completamente kryptoniano de Superman que fue creado por Lex Luthor y Cadmus Labs para luchar contra él como parte del "Proyecto Match" y condicionado para responder violentamente al ver el logotipo de Superman. Sin embargo, debido a las dificultades involucradas en la replicación del ADN kryptoniano, Match se volvió mentalmente inestable, fue colocado en un almacenamiento criogénico y reemplazado por Superboy.
- Match aparece en el número 22 del cómic relacionado de Young Justice y Young Justice: Targets #4. A partir de estos cómics, se ha deformado gravemente y se ha vuelto más pálido y ha sido reclutado en Onslaught.[14]
- Match aparece como una invocación de personaje en Scribblenauts Unmasked: A DC Comics Adventure.[15]